# 巨大基数
巨大基数（きょだいきすう、英: large cardinal）とは、数学の集合論における超限基数が有するある種の性質。この性質を持つ基数は、その名の通り、一般に大変「大きい」（例えば、α=ωαを満たすような最小の基数αよりも大きい）。そのような基数が存在するという命題は、集合論における最も標準的な公理系である ZFC からは証明できない。このことから、そのような命題は、何らかの望ましい結果を証明できるようになる上で ZFC を超えてどのぐらいの「量」の仮定を加えなければならないのかを測るある種の尺度になっている。別の言い方をすれば、デイナ・スコットが述べたように、巨大基数的性質は「より多くを求めるなら、より多くを仮定しなければならない」という事実を定量的に表現しているとみなせる。
大まかな約束事として、ZFCだけから結果を証明できる場合は特段の断り書きは要らないが、もしその他の主張（例えば巨大基数の存在など）が証明上必要なら、そのことは明記されねばならない。これが単なる慣習的な決まり事なのか、それとも何か本質的な意味があるのかは、諸学派の間で議論の的となっている（後述の動機および認識論的状況を参照）。
巨大基数公理とは、巨大基数的性質を持った何かしらの基数が一つ（または多数）存在すると述べる公理である。
集合論学者の間では、既知の巨大基数公理はZFCと無矛盾だと概ね信じられている。これらの巨大基数公理を仮定するとZFCの無矛盾性を証明できる。このため、ゲーデルの第二不完全性定理により、（ZFCが無矛盾だとして）「ZFC＋巨大基数公理」の無矛盾性をZFCの中で証明することはできない。
巨大基数的性質とは何かということに関しては、一般に合意された正確な定義というものは存在しないが、巨大基数的性質の一覧に載っているものが巨大基数であることは本質的に誰もが同意している。

## 部分的な定義
基数が「巨大基数的性質」を持つための必要条件の一つは、そのような基数の存在がZFCと矛盾することが知られておらず、かつ、ZFC の無矛盾性を仮定した場合に ZFC + 「そのような基数は存在しない」という主張が無矛盾であることである。

## 無矛盾性の強さの階層
巨大基数公理に関する目覚しい知見の一つとして、それらが無矛盾性の強さ から見ると厳密な線形順序に従うという経験則がある。すなわち、次のことについてこれまで反例は知られていない。A1 と A2 をそれぞれ巨大基数公理とすると、以下の三つのうちのどれかが（排他的に）成立する：
1. ZFC から「ZFC + A1 が無矛盾である必要十分条件は ZFC + A2 が無矛盾であること」が証明される。
2. ZFC + A1 から ZFC + A2 が無矛盾であることが証明される。
3. ZFC + A2 から ZFC + A1 が無矛盾であることが証明される。

一つ目が成り立つ場合、A1 と A2 は無矛盾性同値であるという。二つ目の場合は A1 は A2 よりも無矛盾性が強いという（三つ目の場合はその逆）。もし A2 が A1 よりも強いなら、ZFC + A1 から A2 の無矛盾性を証明することはできない。これはたとえ ZFC + A1 自体が無矛盾であるという仮定（無論、実際にもそうだとして）を加えても変わらない。このことはゲーデルの第二不完全性定理から導かれる。
巨大基数公理が無矛盾性の強さで線形に整列するという経験則は、文字通り経験則であって定理ではない。そもそも巨大基数的性質とは何かという定義さえ合意が存在しないので、普通の意味では証明以前の問題なのである。また、個別の事例については、上に挙げた三つの関係のうちどれが成り立つのか全てが明らかになっている訳ではない。サハロン・シェラハは「これを説明する定理が何かあるのか、それとも我々の物の見方が思ったよりも画一的なだけなのか？」と問い掛けている。一方、ヒュー・ウッディンは彼のΩ論理における中心的な未解決問題であるΩ予想を仮定した状況下でこの事実を導いてみせている。他に特筆すべきこととして、組合せ論的な命題の中に、なんらかの巨大基数と無矛盾性の強さが丁度同値になるものが多数存在することも挙げられる。つまり、中間などではなく、丁度巨大基数と一致するのである。
なお、無矛盾性の強さの順序は、巨大基数公理に対する最小の証人のサイズの順序とは必ずしも一致しない点に注意が要る。例えば、膨大基数の存在性は超コンパクト基数の存在性よりも無矛盾性の強さでは遥かに強いが、しかし両者の存在を仮定すると、最初の膨大基数は最初の超コンパクト基数よりも小さい。

## 動機および認識論的状況
巨大基数はフォン・ノイマン宇宙 V の文脈で理解される。これは冪集合を取る操作を超限回反復して得られるもので、与えられた集合の全ての部分集合を集めたものである。典型的には、巨大基数公理が成り立たないようなモデルは、巨大基数公理が成り立つような何らかのモデルの自然な部分モデルになっている。例えば、もし到達不能基数が存在するなら、そのような基数が現れる最初の高さで「宇宙を切り離して」しまうと、到達不能基数が存在しないような宇宙が得られる。また、もし可測基数が存在するなら、冪集合操作を「定義可能な」程度に反復するよう抑えると、ゲーデルの構成可能宇宙 L が得られ、そこでは「可測基数が存在する」という主張は成立しなくなる（たとえ可測基数が順序数として存在してもである）。
以上のことから、多くの集合論学者（中でもカバル学派の伝統に影響された人々）の一致した見解によれば、巨大基数公理は、我々が「考えてしかるべき」集合を全て考えていると「言って」いるのであり、それらを否認することは「制限的」であって研究対象とすべき集合をみすみす絞る行為なのだという。更に、巨大基数公理から得られる結果はいくつかの自然なパターンに落ち着くように見える（Maddy, "Believing the Axioms, II" を参照のこと）。こうした理由から、そのような集合論学者たちは ZFC に対する数多ある拡張の中でも巨大基数公理には特別な意味があると考えている。これは、動機の明確さに劣る他の公理（例えばマーティンの公理）や、直観的に不自然だと考えられている公理（例えば構成可能性公理（V = L））などには当てはまらないことである。こうした学派の中でも実在論者の強硬派にかかると、もっと単純に、巨大基数公理は「真」であるとすら言われる。
このような見解は、集合論学者全体の中では決して一般的ではない。一部の形式主義者に言わせれば、標準的な集合論は定義からして ZFCの結果を研究することになるので、他の体系から得られる結果を研究するなとは原理的に言いはしないものの、巨大基数を取り立てて重視することはない。また実在論者の中にも本体論的極大主義を正当な動機として認めない人々が居て、巨大基数公理は偽であるとすら信じている。そして最後に、巨大基数公理の否認が制限的「である」ことすら否定する人々も居て、（例えば）L の中に可測基数が存在するような推移的な集合モデルが存在可能だと指摘している（L 自体はそのような性質は満たさないにもかかわらず）。